# Generalidad absoluta
En lógica filosófica, metafísica y filosofía del lenguaje, el problema de la generalidad absoluta se refiere a la cuestión de cómo hacer referencia a absolutamente todo. A lo largo de la historia, los filósofos han asumido que ciertas proposiciones poseen un alcance absolutamente general, es decir, que se refieren a la totalidad de lo existente. Sin embargo, en tiempos recientes, los lógicos que trabajan en la teoría de la cuantificación y las paradojas han desafiado esta noción, argumentando que los cuantificadores lógicos no pueden abarcar un dominio absolutamente irrestricto.
Aquellos filósofos que rechazan la posibilidad de una cuantificación absolutamente irrestricta (denominados comúnmente relativistas de la generalidad) sostienen que la tentativa de formular afirmaciones absolutamente generales da lugar a paradojas, como la de Russell o la de Grelling, que la generalidad absoluta conduce a indeterminación según el teorema de Löwenheim-Skolem, o que la noción de generalidad absoluta fracasa debido a que la definición de «objeto» es relativa.
Por otro lado, los filósofos que defienden la posibilidad de cuantificar sobre absolutamente todo (conocidos como absolutistas de la generalidad), como Timothy Williamson, pueden responder a estos desafíos señalando que es difícil concebir cómo un escéptico de la generalidad absoluta podría articular su posición sin recurrir, en última instancia, al concepto de generalidad absoluta.
El libro de 2006 titulado Absolute Generality, publicado por Oxford University Press, contiene ensayos de los principales defensores y opositores de la cuantificación absolutamente irrestricta.
La generalidad absoluta plantea cuestiones no solo lógicas, sino también ontológicas. La reflexión sobre lo que significa referirse a «todo» tiene implicaciones sobre la naturaleza misma de la realidad y los límites del conocimiento humano. Por ejemplo, algunos filósofos que trabajan en el área de la ontología afirman que hablar de un dominio absolutamente irrestricto podría suponer un reto para las categorías fundamentales de la metafísica, que tradicionalmente han supuesto que los objetos tienen un ámbito de existencia limitado. En este contexto, el trabajo de Willard Van Orman Quine en su teoría de la ontología y el concepto de indeterminación de la traducción se vuelve relevante. Quine sugiere que las distinciones entre lo que es «general» y «particular» son difusas, y que las lenguas naturales no están equipadas para hacer afirmaciones de carácter absoluto sin incurrir en ambigüedad o contradicción.
A la par de estas discusiones, la teoría de conjuntos moderna se ha enfrentado a la cuestión de los límites de la cuantificación absoluta. Kurt Gödel, con sus teoremas de incompletitud, argumentó que no puede haber una descripción completa y absolutamente general de una estructura matemática porque siempre habrá proposiciones que no pueden ser ni probadas ni refutadas dentro de un sistema formal.
El debate contemporáneo ha tocado el impacto de estos desafíos en los principios de la metafísica analítica. Filósofos como David Lewis han explorado cómo los mundos posibles pueden abordar la idea de la generalidad absoluta en sus teorías sobre la ontología modal, sugiriendo que, aunque se pueda pensar en todos los posibles mundos, la capacidad del ser humano de referirse a «todo» es inherentemente limitada por las estructuras en las que construye su lenguaje y conocimiento.